# Айон-Орос
40°08′41″ пн. ш. 24°20′58″ сх. д. / 40.14472° пн. ш. 24.34944° сх. д.
Айон-Орос (грец. Άγιον Όρος — Свята Гора) — півострів, третій східний «палець» Халкідіки. У центральній частині півострова по всій його довжині простягається гірське пасмо, що на півдні закінчується горою Афон (висота 2,003 м). Також є номом Греції.
Адміністративно — особлива автономна одиниця Греції, самокерована громада 20-ти православних монастирів, що з 1313 року перебувають під безпосередньою церковною юрисдикцією Константинопольського Патріарха.
Суверенітет Греції над півостровом закріплений Лозанською угодою 1923 року. На відміну від іншої частини Константинопольського Патріархату, на Афоні використовується виключно Юліанський календар, в тому числі в адміністративних документах.
Для православних всього світу — одне з головних святих місць, об'єкт світової спадщини ЮНЕСКО.

## Географія
Вузький гористий півострів (східна частина широкого Халкідонського півострова), що вдається в Егейське море, трохи на схід від Салонікської затоки. Довжина півострова близько 60 км, ширина від 7 до 12 км; площа — 335,637 км². Висота власне гори Афон — 2 033 метри. Клімат — субтропічний (середземноморський клімат), з м'якою дощовою зимою і спекотним літом.
Майже весь півострів, за винятком південного піка та прилеглих до нього скель, покритий багатою субтропічною рослинністю: тут ростуть різні дерева, зокрема фруктові, лимони, апельсини, груші; цілі поля висаджені виноградом.

## Історія
До ІІІ століття до н .е. на Афоні існувало багато маленьких грецьких міст, у більшості — колоній колишніх мешканців із Халкіди та Еретрії. Ці міста згадуються у творах давньогрецьких письменників: Гомера, Фукідіда, Плутарха, Апполінарія. Найзначнішими із них були: Сані, Урануполі, Фіссос, Клеони, Діон, Акрафос, Олофіксос.
Пізніше за невідомими причинами ці міста були покинуті, занепали та були зруйновані. Знову на території віддаленого та важкодоступного Афону поселення з'являються тільки через тисячу років, вже після численних навал варварських племен, що врешті винищили залишки давніх міст.
У VII столітті н.е. на Святій горі з'являється монах Петро Афонський. Після нього сюди почнуть переселятись монахи із багатьох дальніх християнських країн Сходу, що були підкорені арабами. У цей же час були засновані перші християнські обителі на Афоні.
У Х столітті ченці Афанасій Афонський та Павло Ксиропотамський будують методично організовані монастирські ансамблі, де збираються монахи зі всього півострова та проживають там общиною.
Сьогодні Айон Орос являє собою «монастриську державу», кордон якої проходить уявною лінією від місцевості Франгокастро на західному узбережжі і до мису Арапіс на протилежній стороні, біля підніжжя гори Мегалі Вігла. Відвідати Афон мають право лише особи чоловічої статі за умови отримання дещо незвичайної візи. Вона являє собою печатку, кожна чверть якої проставляється особисто одним із монахів уповноваженного зібрання. Отримати візу можна у місті Урануполі. Решта бажаючих мають можливість споглядати святині впродовж морської прогулянки. Проте будь-якому плавзасобу заборонено наближатись до берега ближче ніж на 500 м.